# Ociroe (Oceanina)
Nella mitologia greca, Ociroe (in greco antico Ὠκυρόη) era una delle Oceanine, figlie del titano Oceano e della titanide Teti. 
Unita al dio Elio gli diede un figlio, a sua volta una divinità fluviale della Colchide, chiamato Fasi.